# Steven Lustü
Niclas Christian Monberg Jensen (Vordingborg, 1971. április 13. –), dán válogatott labdarúgó.
A dán válogatott tagjaként részt vett a 2002-es világbajnokságon.

## Sikerei, díjai
Herfølge
- Dán bajnok (1): 1999–2000